# Johann Dominicus Fuss

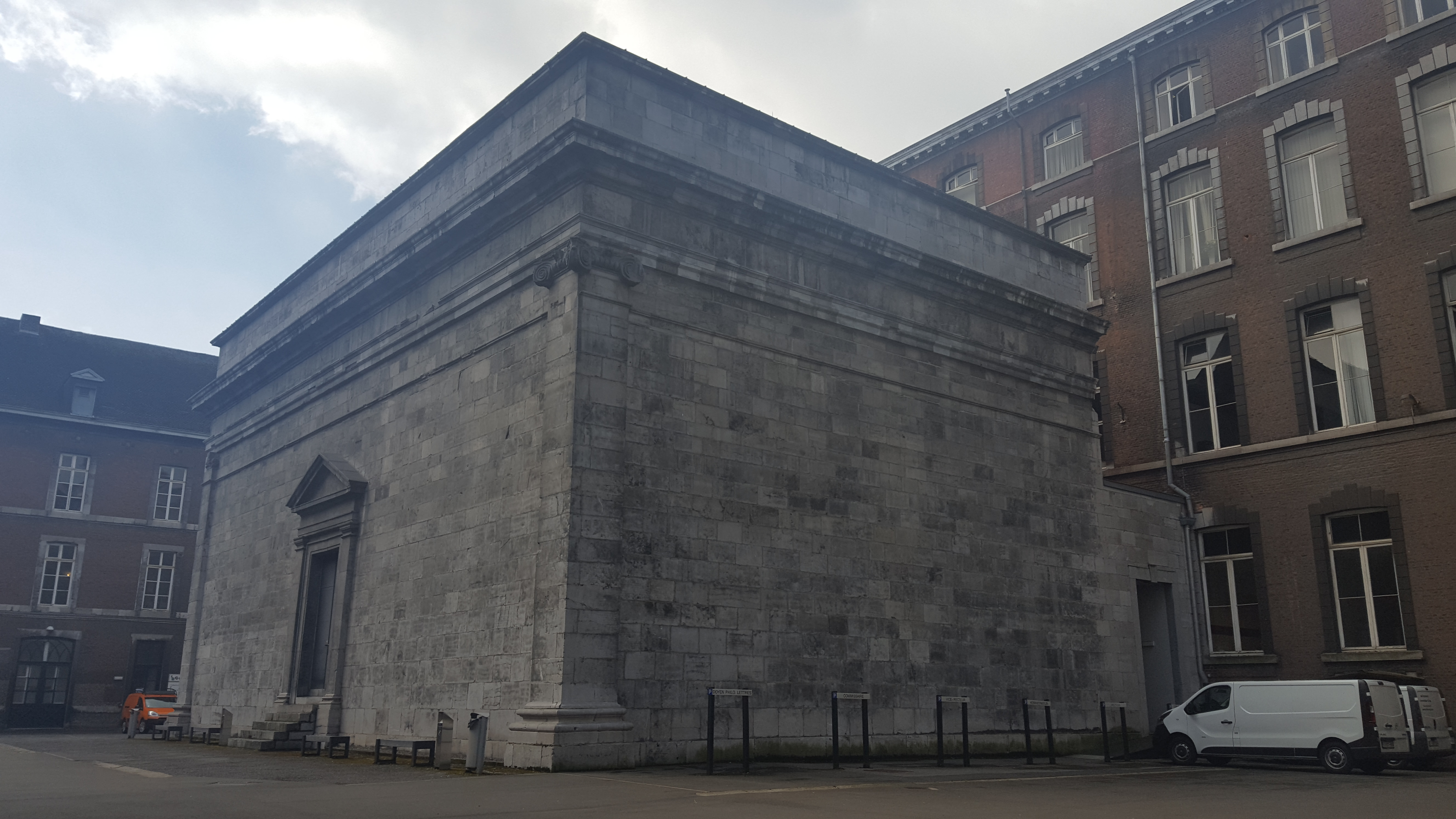
oude bibliotheek van de Universiteit van Luik

Johann Dominicus Fuss (Düren 2 januari 1782 - Luik 31 januari 1860) was een Duits classicus (1805-1817), hoogleraar Klassieke Letteren en Romeinse Oudheid (1817-1848) aan de Rijksuniversiteit van Luik. Aan deze universiteit was hij kort rector (1844-1845). 
Deze Luikenaar werd bekend door zijn Latijnse gedichten, zowel door hem geschreven, als Latijnse vertalingen van bestaande Duitse dichtbundels. Hij zag het Latijn als een universele taal.

## Levensloop

### Pruisen (1782- circa 1808)

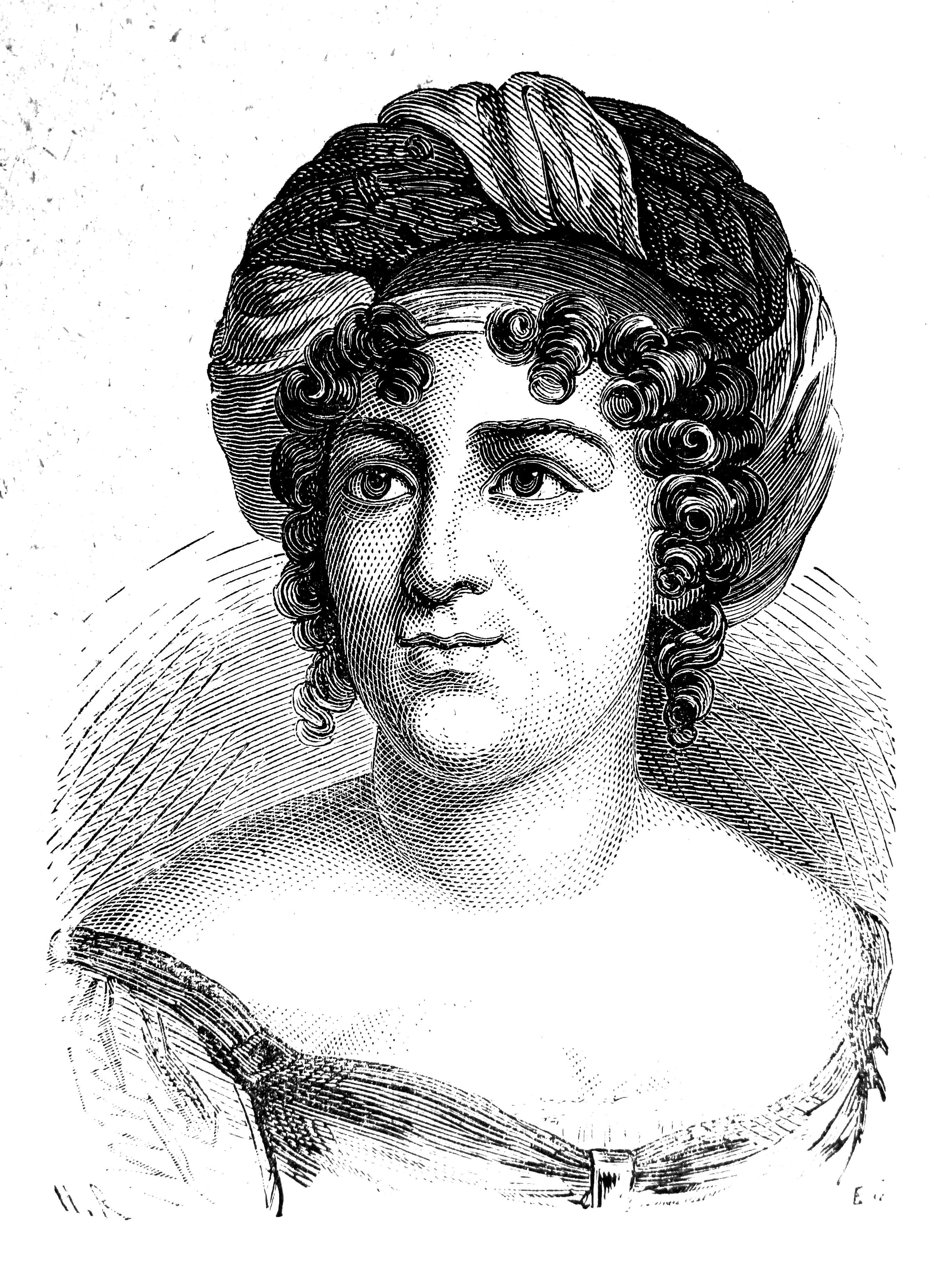
Madame de Staël stuurde Fuss naar Parijs.

Fuss groeide op in een weinig begoede familie in Düren, een stad in de toenmalige Pruisische Rijnprovincie. Hij werd wees aan de leeftijd van 12 jaar. De jezuïeten van Düren gaven hem onderdak en, vooral, lieten hem middelbare school volgen met als hoofdvakken, de klassieke talen Latijn en Grieks. Van 1800 tot 1804 legde hij zich verder toe op het Latijn bij de jezuïeten. In 1804 volgde hij cursussen filosofie bij professor von Schelling in Würzburg (1804-1805). Vervolgens behaalde hij het diploma in de klassieke filologie aan de universiteit van Halle (1806); hij werd meteen assistent van professor Wolf.

### Parijs (circa 1808 - 1815)
Met goedkeuring van de universiteit in Halle trok assistent Fuss naar Parijs. Voor deze contacten had de Duitse filoloog von Schlegel gezorgd, geholpen door de Franse barones van Staël-Holstein, die in ballingschap leefde in Pruisen. Fuss gaf er onderwijs aan de kinderen van begoede Parijzenaars, eerst graaf Rigal en vervolgens de internationale bankier Antoine Odier. De bescheiden Fuss geraakte zo betrokken in het milieu van financieel krachtige mecenassen. Fuss maakte op slag bekendheid in Parijs en aan Duitse universiteiten in het jaar 1812. Tezamen met de Duitse archivaris Hase publiceerde hij de Latijnse vertaling van het werk van de Byzantijnse auteur Lydus, getiteld De Magistratibus reipublicae Romanae (over de Romeinse magistraten). Alle geleerden gingen ervan uit dat dit werk verloren was. Een rijke Fransman had dit werk in zijn bezit. Fuss en Hase gaven lezingen over hun Latijnse vertaling. Fuss publiceerde talrijke artikels in wetenschappelijke tijdschriften, onder meer in de Magasin Encylopédique. In deze periode huwde hij met een Parijse dame.

### Keulen (1815-1817)
De Pruisische regering benoemde hem tot leraar klassieke talen in het Dreikönigsgymnasium van Keulen.

### Luik (1817-1860)

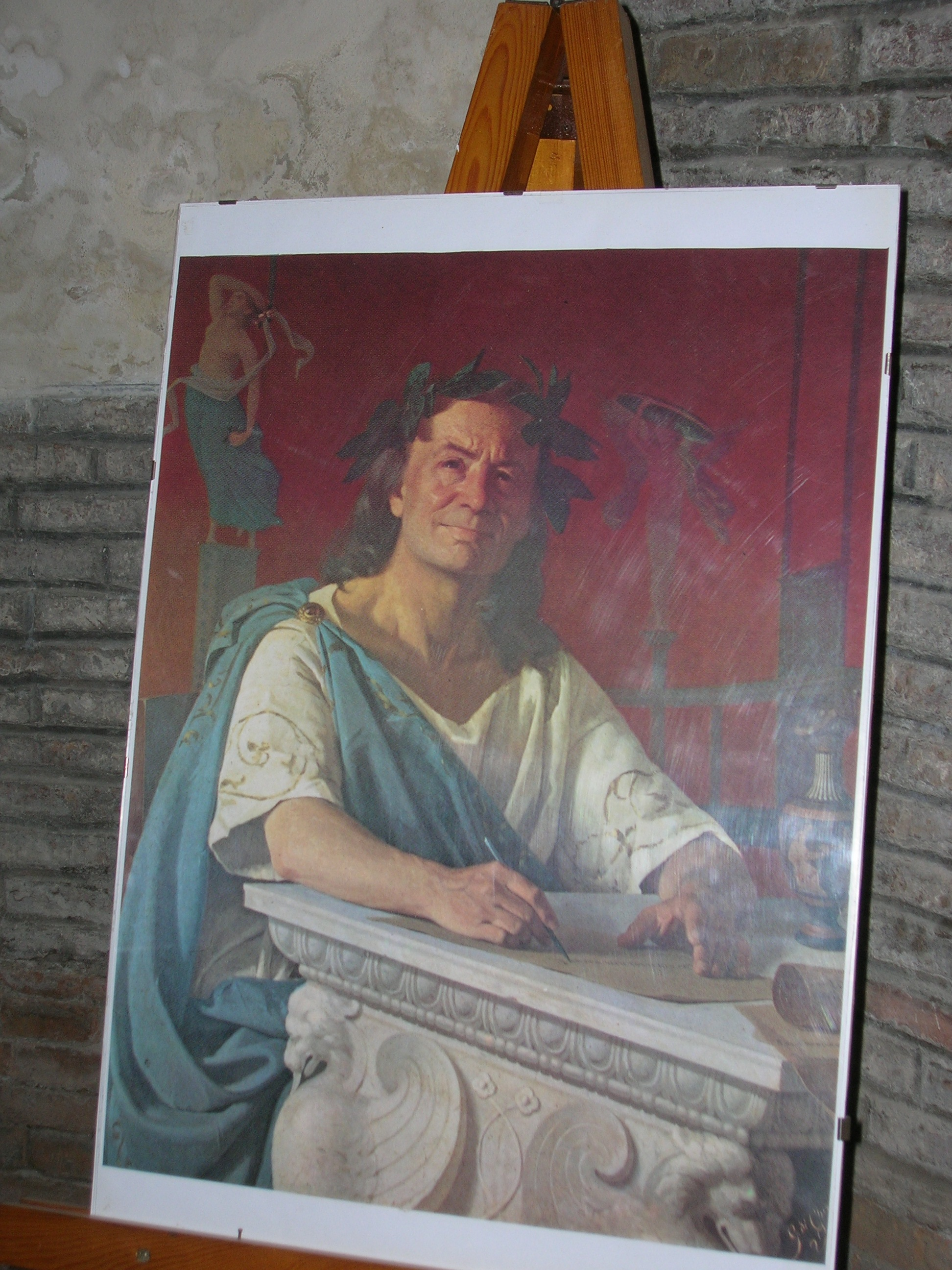
Quintus Horatius Flaccus, het ideaal van Latijnse dichtkunst volgens Fuss.

Koning Willem I der Nederlanden zocht persoonlijk voor de nieuw opgerichte Rijksuniversiteit in Luik hoogleraren. Fuss aanvaardde. Hij had er de leerstoel van Klassieke Letteren en Romeinse Oudheid (1817-1848). Een productieve academische carrière begon. Hij publiceerde over Latijnse auteurs in Luik, Keulen, Parijs en zijn werken werden ook in het Engels vertaald. Zijn hoofdwerk is de Antiquitates Romanae, een werk over Latijnse literatuur en geschiedenis (3 edities: 1820, 1826 en 1836). Zijn geliefkoosde literaire vorm was de poëzie. Zo vertaalde hij dichtwerk van Goethe, Schiller en anderen in Latijnse verzen; zelf was hij ook auteur van eigen Latijnse verzen, Carmina Latina en Poëmata Latina. De Latijnse dichter Horatius was zijn geliefde auteur.
Na de Onafhankelijkheid van België in 1830 was het onderwijs wanordelijk georganiseerd. Fuss trok zich niets aan van de wanorde. Hijzelf en zijn 2 collega's van de faculteit Letteren en Wijsbegeerte gaven verder hun cursussen, alsof er niets aan de hand was. Pas in 1835 organiseerde de Belgische Staat wettelijk het hoger onderwijs in Luik en andere universiteitssteden. Later verloor Fuss de leerstoel Latijnse taal aan G.J. Bekker. Deze leerstoel was hem dierbaar en hij legde zich meer toe op filosofie, archeologie en eigen Latijnse verzen. Fuss verloor nooit zijn enthousiasme dat de Latijnse taal het bindmiddel was tussen volkeren, met name de brug tussen de Franse taal en de Duitse taal.
Van 1844 tot 1845 was hij rector van de Luikse universiteit. In 1848 verkreeg hij het emeritaat. Dit belette hem niet om elke ochtend naar de universiteit te trekken. Hij dronk er zijn koffie en praatte met studenten. Hij kon niet begrijpen dat leerlingen die Latijn leerden op de middelbare school er achteraf geen gebruik van maakten. Hij was een pleitbezorger voor universeel gebruik van het Latijn.
- Gemeinsame Normdatei: 116878835
- International Standard Name Identifier: 0000 0001 1664 9697
- Library of Congress Control Number: nr2006009442
- Nederlandse Thesaurus van Auteursnamen: 071157077
- Réseau des bibliothèques de Suisse occidentale: 02-A013263361
- Système universitaire de documentation: 142808245
- Virtual International Authority File: 68890752
- WorldCat: E39PBJfh3MD83YGfbJ9H4HG8md